# Torsten Schmidt
Pour les articles homonymes, voir Schmidt.
Torsten Schmidt, né le 18 février 1972 à Schwelm, est un coureur cycliste allemand, devenu ensuite directeur sportif.

## Biographie
D'abord spécialisé sur la piste, Torsten Schmidt devient vice-champion du monde de poursuite par équipes avec Guido Fulst, Andreas Bach et Jens Lehmann en 1993.
En mars ou avril 1996, il passe professionnel dans l'équipe Die Continentale-Olympia. Il participe à son premier Tour de France l'année suivante avec l'équipe italienne Roslotto-ZG Mobili.
Après une année dans l'équipe Chicky World, il rejoint l'équipe Gerolsteiner en 1999. Il reste dans cette formation jusqu'en 2005, l'accompagnant dans son ascension depuis la GSII jusqu'à l'intégration au ProTour. Il y remporte deux fois le Tour de Basse-Saxe, ainsi que le Eindhoven Team Time Trial.
Après avoir effectué ses deux dernières saisons en tant que coureur au sein de l'équipe Wiesenhof, il rejoint en 2008 l'encadrement de l'équipe CSC.

## Palmarès sur route

### Palmarès par année
- 1992
  - 1re étape du Tour DuPont
  - 5e étape de l'Olympia's Tour
  - 1re étape du Tour du Hainaut
- 1993
  - 2e du Berliner Etappenfahrt
- 1994
  - Tour de Cologne amateurs
  - Delta Tour Zeeland
- 1996
  - 3e du Coca-Cola Trophy
- 1998
  - Tour de Normandie :
    - Classement général
    - 1re étape

  - 6e étape du Tour de Basse-Saxe
  - Tour de Düren
  - Grand Prix Théo Mulheims
  - 6eb étape du Tour de Rhénanie-Palatinat
  - 2e du Berliner Etappenfahrt
  - 3e du Grand Prix de Lillers
- 1999
  - 10e étape du Tour d'Argentine
  - 6ea étape du Tour de Normandie (contre-la-montre par équipes)
  - Route Adélie
  - Tour de Basse-Saxe :
    - Classement général

  - 4eb étape (contre-la-montre)
  - 4e étape du Tour de Hesse
  - 3e de la Colliers Classic
  - 3e du Tour de Bavière
- 2000
  - Tour de Basse-Saxe :
    - Classement général
    - 6e étape

  - Grand Prix EnBW (avec Michael Rich)
- 2001
  - 2e étape du Tour de Hesse
  - 4e étape du Tour de Rhénanie-Palatinat
  - 2e du Tour de Basse-Saxe
  - 3e du Tour de Cologne
- 2002
  - 2e du Tour de Hesse
- 2004
  - 4e étape du Tour de Rhénanie-Palatinat
- 2005
  - Eindhoven Team Time Trial (avec l'équipe Gerolsteiner)
- 2006
  - 8e étape de la Course de la Paix

## Résultats sur les grands tours

### Tour de France
2 participations 
- 1997 : 136e
- 2003 : abandon (13e étape)

### Tour d'Italie
1 participation 
- 2002 : abandon (7e étape)

### Tour d'Espagne
1 participation 
- 2005 : abandon (6e étape)

## Classements mondiaux
| Année         | 2006 |
| ------------- | ---- |
| UCI Asia Tour | 195e |

## Palmarès sur piste

### Championnats du monde
- Hamar 1993
  -  Médaillé d'argent de la poursuite par équipes

### Championnats d'Allemagne
- 1988
  -  Champion d'Allemagne de poursuite par équipes amateurs (avec Holger Stach, Andreas Beikirch et Lars Teutenberg)
- 1992
  -  Champion d'Allemagne de l'américaine amateurs (avec Andreas Beikirch)